# Антироман
Антирома́н (фр. Antiroman) — условное понятие, применяемое наряду с термином «новый роман» при характеристике некоторой прозы модернизма, преимущественно у французских писателей середины XX века.

## История появления
Впервые термин «антироман» был использован в 1633 году французским писателем Шарлем Сорелем в качестве подзаголовка его пародийного произведения «Le Berger extravagant», выходившего в русском переводе под названием «Сумасбродный пастух».
В 1948 году термин «антироман» был возвращён Жаном-Полем Сартром в практический словарь литературной критики. Так он охарактеризовал в предисловии книгу «Портрет неизвестного» (фр. Portrait d’un inconnu) родившейся в России французской писательницы еврейского происхождения Натали Саррот, фактически ставшей родоначальницей этого стиля.
Признаки антиромана имеются в ряде произведений, созданных значительно ранее французских середины XX века. Например, «Тристрам Шенди» (1759) английского писателя Лоренса Стерна, где повествование регулярно прерывается многочисленными лирическими отступлениями, беседами с читателем, посторонними историями, рассказами о жизни родственников главного героя, которые превращают книгу в причудливую смесь иронических и драматических сцен.

## Характерные черты
Антироман, оправдывая смысл термина, специфичен отказом от классических элементов романа, таких как, например, развёрнутый, последовательный сюжет, герои с целостным внутренним миром и характером. Антироман бесстрастно анализирует общезначимые, но безликие жизненные ситуации, порождённые отчуждением и конформизмом. В изложении возможны нарушения временной последовательности, эксперименты с языком, грамматикой и пунктуацией, наличие альтернативных концовок и начал и даже полиграфические экзерсисы, как то: пустые или съёмные страницы, посторонние рисунки.

## Некоторые примеры антироманов
- Фернанду Пессоа. «Книга непокоя» («Книга беспокойства») — посмертно изданное сочинение, написанное от лица гетеронима Бернарду Соареша и других гетеронимов писателя.
- Набоков В. В.. «Бледный огонь» — построен как хронологически нелинейная 999-строчная поэма с изобилующим литературными аллюзиями комментарием.
- Хулио Кортасар. «Игра в классики» — отличается необычной структурой. Согласно предисловию, оставленному самим писателем, в книге заключается сразу «много книг» Автор, как минимум, предлагает две схемы чтения: обычную, в которую входят первые две части романа — «По ту сторону» и «По эту сторону» и в которых завершается основной сюжет, и чтение по специальной схеме, согласно которой, следует дополнительно читать главы из части «С других сторон». Указатель схемы чтения дан в конце каждой главы. В неё попадают все главы романа, кроме предпоследней — 55-й.
- Хулио Кортасар. «62. Модель для сборки» — представляет собой связку сюжетных линий, где повторы и перемещения должны создать ощущение свободы от жесткой причинной связи, особенно в характере замысла, где ещё более настойчиво и властно утверждается простор для комбинаций. Результат, к которому, по мнению автора, должен прийти читатель — его личный монтаж элементов повествования[6].
- Милорад Павич. «Хазарский словарь» — роман без основной сюжетной линии, где автор одним из первых в художественной литературе в полной мере пользовался приёмом гипертекста.